# Вощанка (Брестская область)
Вощанка (бел. Вашчанка) — деревня в Берёзовском районе Брестской области Белоруссии. Входит в состав Первомайского сельсовета.

## География
Деревня находится в центральной части Брестской области, при автодороге Н-83, на расстоянии приблизительно 11 километров (по прямой) к юго-западу от города Берёза, административного центра района. Абсолютная высота — 150 метров над уровнем моря. Площадь населённого пункта — 0,1816 км².

## История
По состоянию на 1905 год, в Вощанке проживало 143 человека. В административном отношении деревня входила в состав Малечской волости Пружанского уезда Гродненской губернии.
Согласно Рижскому мирному договору (1921), деревня вошла в состав межвоенной Польши. Входила в состав гмины Малеч Пружанского повета Полесского воеводства Польши. В 1921 году числилось 52 жителя, проживавших в 13 домах. В этническом составе населения того периода поляки составляли 56 % и белорусы — 44 %. В конфессиональном составе населения преобладали православные христиане (100 %).
С 1939 года в БССР, с 1940 года деревня в составе Кабаковского сельсовета.

## Население
По данным переписи 2019 года, в деревне проживало 7 человек.
| Год  | Население, человек |
| ---- | ------------------ |
| 1905 | 143                |
| 1921 | ↘ 52               |
| 2009 | ↘ 19               |
| 2019 | ↘ 7                |